# Campylaimus cylindricus
Campylaimus cylindricus är en rundmaskart som beskrevs av Gerlach 1956. Campylaimus cylindricus ingår i släktet Campylaimus och familjen Axonolaimidae. Arten är reproducerande i Sverige. Inga underarter finns listade i Catalogue of Life.